# Einsatzkommando Bürger
L'Einsatzkommando Bürger è stata un'unità di polizia militare delle SS della Germania nazista. Comandata dal colonnello Karl Heinz Bürger fu impiegata nel corso della seconda guerra mondiale nella repressione antipartigiana nelle zone occupate dall'esercito tedesco in Ucraina, Polonia e Italia.

## Storia
L'Einsatzkommando Bürger  è stato un reparto di polizia delle SS composto da tre compagnie con personale tratto dalla Feldgendarmerie e dalla Schutzpolizei.
Questa unità forte di circa 820 uomini era stata costituita nell'autunno del 1942 ad Hannover e destinata alla repressione antipartigiana nel Caucaso agli ordini del colonnello Karl Heinz Bürger. Nel corso del 1943 l'unità operò contro i partigiani in Ucraina e Polonia. Fu trasferita in Italia nel dicembre del 1943 e dislocata inizialmente con il quartier generale e una compagnia a Varese e con le altre due compagnie a Bergamo e a Lecco.
Combatté contro le formazioni partigiane cuneesi in Val Maira nel marzo 1944. Nell'aprile del 1944, quando Bürger fu nominato SS- und Polizeiführer Mittelitalien (capo delle SS e della Polizia dell'Italia centrale per la Toscana, Umbria e Marche), l'unità fu trasferita in Umbria nell'area di Perugia e Spoleto e in Toscana, nella provincia di Arezzo.
È nella provincia di Arezzo che nel giugno 1944 il colonnello Bürger su ordine del generale Albert Kesselring e del generale Karl Wolff iniziò a operare contro i gruppi partigiani che operavano tra Siena e il lago Trasimeno, nell'area in cui avrebbe dovuto sorgere la Linea Albert. L'Einsatzkommando Bürger portò a termine alcuni rastrellamenti tra l'Umbria e la provincia di Arezzo, e l'"Operazione Kastanie", che si svolse nell'alpe della Luna presso Sansepolcro e si concluse con la fucilazione di sei partigiani.
Dopo il ripiegamento da queste aree causa l'avanzata degli Alleati, alla fine di giugno Bürger diventò capo delle SS e della polizia per l'Emilia occidentale e l'unità venne trasferita a Casinalbo presso Modena e operò nell'Appennino tosco-emiliano, in provincia di Modena, fino a metà di agosto. Dopo il trasferimento dall'oberführer SS Karl Heinz Bürger, da poco nominato SS- und Polizeiführer in Italien (Comandante delle SS e della Polizia del Settore centrale dell'Italia del nord – Emilia e Venezie) il Gruppo fu destinato a Verona e, sempre sostenuto da reparti fascisti della RSI, fu impiegato in Veneto e in Lombardia (Verona, Brescia, Mantova, Cremona). Dall'agosto 1944 al maggio 1945 il Gruppo pose il suo quartier generale a Desenzano del Garda e a Portese di Salò mantenendo dei distaccamenti operativi a Collio e a Gardone Val Trompia.
Partecipò dal 10 al 12 agosto 1944 all'"Operazione Belvedere" in Val Leogra: Schio, Torrebelvicino e Valli del Pasubio che si concluse con l'Eccidio di Malga Zonta in Trentino; nel settembre 1944 all'Operazione “Timpano”, il grande rastrellamento che devastò le alte valli della Lessinia veronese e vicentina (Valle del Chiampo e Piana di Valdagno)